# Christian von Seebach

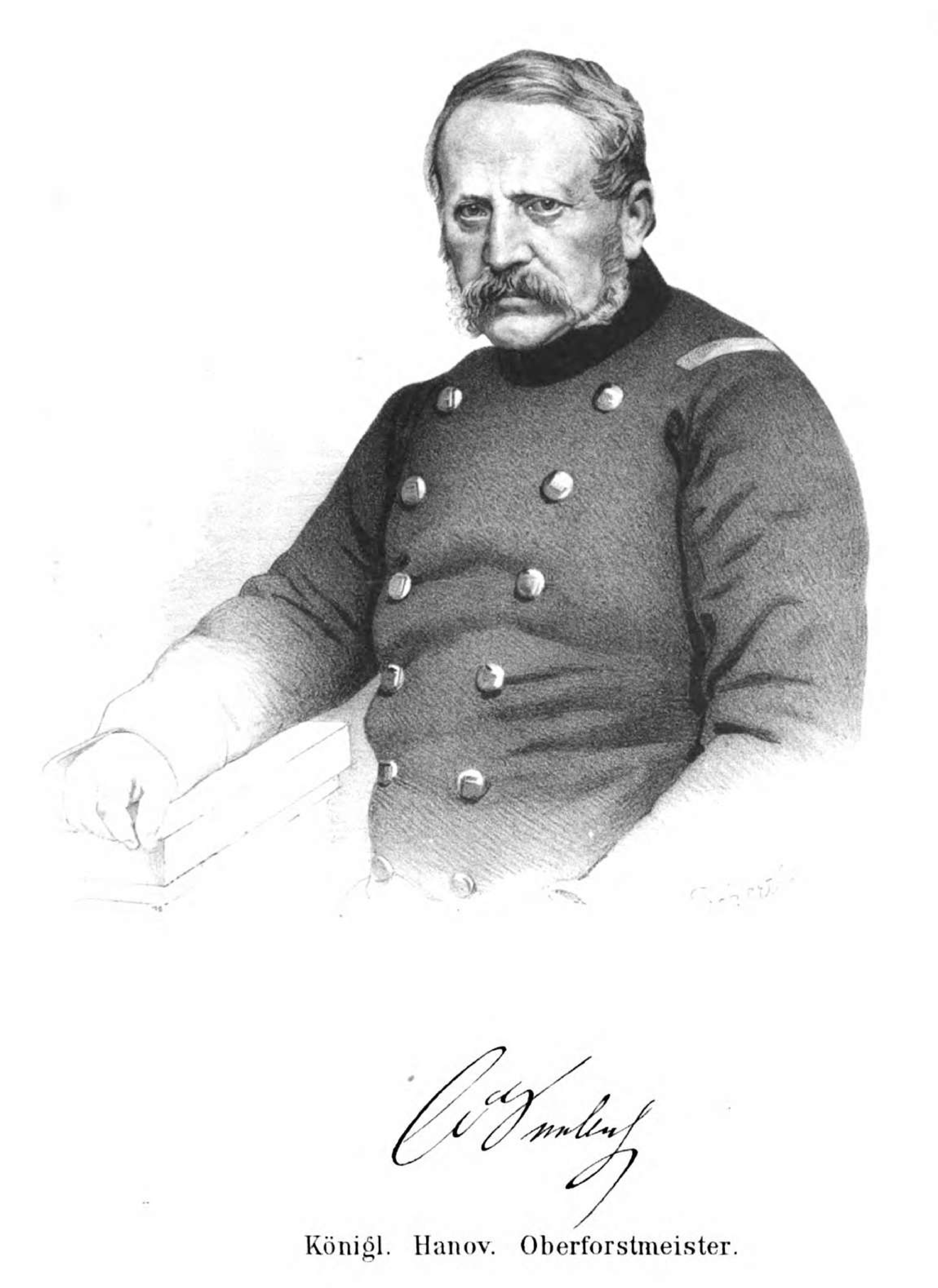
Königl. Hannöverscher Oberforstmeister Christian von Seebach

Christian von Seebach (* 18. Oktober 1793 in Reisenmoor; † 31. Oktober 1865 in Uslar) war ein deutscher Forstmann.

## Leben

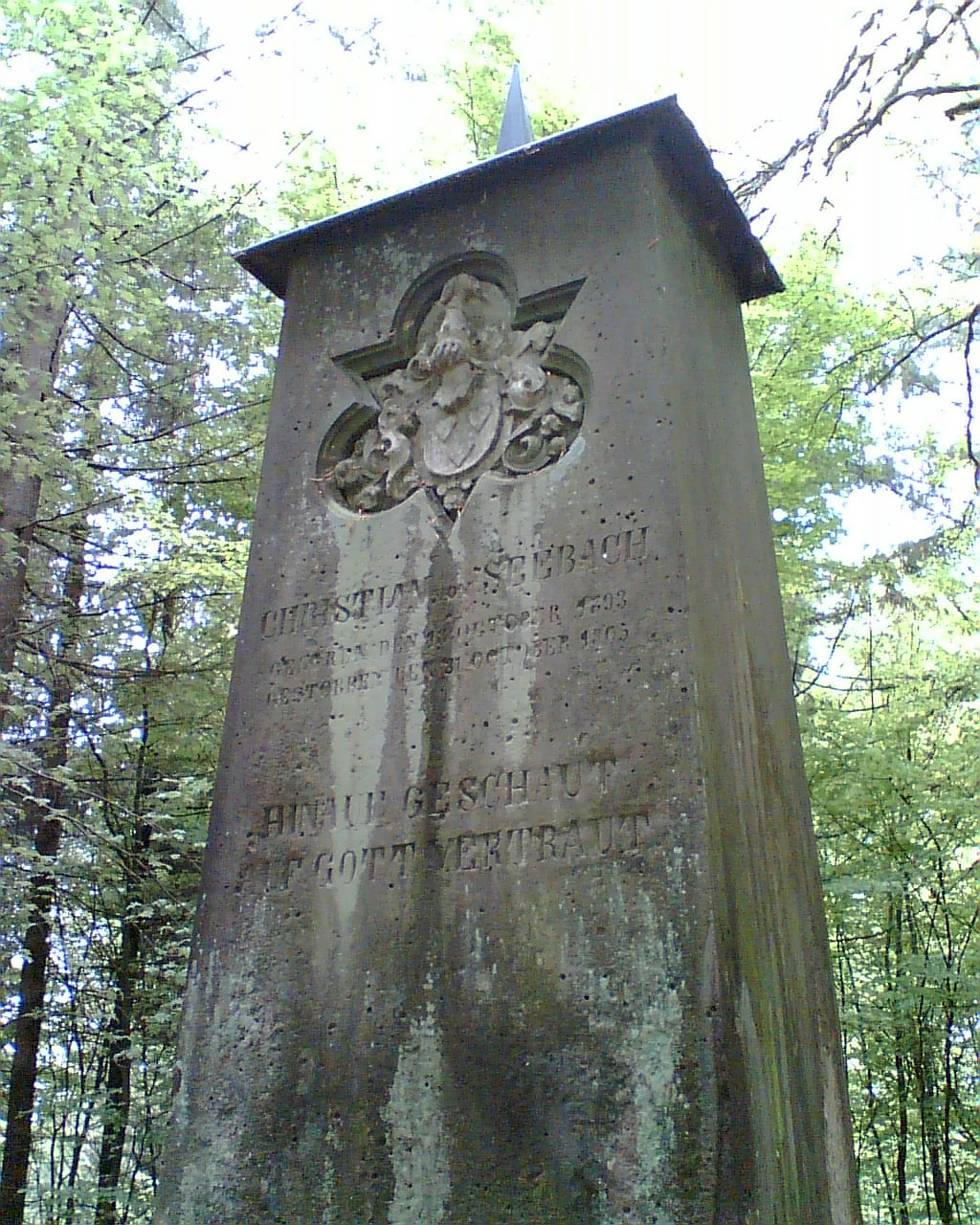
Grabmal

Er stammte aus dem Hause Seebach. Seebachs Vater war der Forstmeister und später Chef des Oberforstamts Göttingen Ernst Ludwig Christian von Seebach (* 22. Dezember 1758; † 6. November 1829) und dessen Ehefrau Albertine von Witzendorf (* 6. Dezember 1764; † 22. Januar 1797).
Christian von Seebach selbst studierte Forstwissenschaften an der Universität Göttingen. 1813 unterbrach er seine Studien, um als Freiwilliger im Freikorps von Carl von Beaulieu-Marconnay an den Befreiungskriegen teilzunehmen. Er nahm unter anderem an der Schlacht bei Waterloo und am Einzug der Koalitionstruppen in Paris teil.
Nach dem Krieg setzte er sein Studium fort. 1821 wurde er kommissarisch mit der Verwaltung der Forstinspektion Westerhof beauftragt. 1825 wurde er Leiter der Inspektion Uslar. Seebach gilt als bedeutender Forstreformer und hatte großen Einfluss auf das Forstwesen im Königreich Hannover. Er setzte sich erfolgreich für die Abschaffung der Waldweideberechtigungen ein und nahm umfangreiche Aufforstungen vor. In seinem Revier im Solling führt er den modifizierten Buchenhochwaldbetrieb als neue Betriebsform ein und konnte nicht nur die letzten Buchenwälder des Solling retten, sondern auch eine Steigerung der Erträge bei den Buchenbeständen erzielen.
1846 wurde Seebach zum Oberforstmeister ernannt. Da er seinen Wirkungskreis im Solling nicht aufgeben wollte, schuf das Ministerium eigens ein Oberforstamt für seinen Bereich und übertrug ihm zusätzlich die Geschäfte der Inspektion Dassel. 1863 wurde er als Kommandeur I. Klasse des Guelphen-Ordens ausgezeichnet.
Seebach starb zwei Jahre nach seinem fünfzigjährigen Dienstjubiläum und wurde im Wald nördlich von Uslar beigesetzt. Das Grabmal ist heute noch vorhanden.

## Familie
Seebach heiratete Auguste Flügge (* 23. März 1809). Das Paar hatte mehrere Kinder:
- Amalie Elisabeth Adelheid Luise (* 4. Dezember 1834; † 5. Mai 1865) ⚭ 1856 Otto von Garmissen (* 23. Februar 1823; † 22. Juli 1887)[1]
- Max, ausgewandert nach Australien
- Helene (* 4. Mai 1840) ⚭ 1860 August von Rössing (* 13. August 1821; † 5. Februar 1907), anhaltinischer Oberforstmeister[2]